# Castració
La castració és l'acte de tallar els organs sexuals de mamífers, i comprés l'homo sapiens sapiens, amb finalitat terapèutica o a fi d’aconseguir modificacions metabòliques o fisiològiques. Es tracta de l'ablació artesana o cirúrgica dels testicles, dels testicles i el penis del mascle o dels ovaris de la femella. És parla de castració química quan es fan servir medicaments per a reduir la libido i a reduir l'activitat sexual o reproductiva.
L'efecte directe és la infertilitat. Segons l'edat de l'operació té un efecte en el caràcter sexuals secundaris. També redueix la producció de les hormones generades pels organs sexuals, com la testosterona o els estrogens (una petita part es produeix en la glàndula suprarenal). La castració no terapèutica d'humans és considerada delicte en la majoria de les legislacions.
La castració en els mascles és una de les tècniques d'esterilització més antigues. Per a la castració feminina calia un millor coneixement de l'anatomia i una millora de les tècniques de cirurgia.
La paraula prové del verb llatí castrare: tallar, podar, amputar o escurçar i que va subir una restricció de significat.

## Animals de companyia
Avui en dia es promou o obliga la castració d'animals de companyia, com a conseqüència de la sobrepoblació, sobretot de gats i gossos. Antany s'eliminaven sense sentiment amb mètodes més o menys violents o eren abandonats, i morien per animals predadors.
La sobrepoblació de gats que ja no tenen cap enemic natural i molta gent que els cura i alimenta és un problema particular i forma un risc major per molts ocellots. En quatre anys, dos gats poden tenir una descendència 20.000 fills, nets i besnets. Els gats que proliferen i s'han ben adaptat al mediambient humà, són un risc major per a la biodiversitat i formen una amenaça en molts ecosistemes fràgils. Es pot considerar com un predador invasor. A la Catalunya espanyola, després de la llei de benestar animal de 2023, la castració és obligatòria per a qualsevol gat (o gos), excepte per a criadors reconeguts oficialment. A la Catalunya francesa, la castració no és pas obligatòria, però se'n recomana l'esterilització i els batlles tenen el dret de capturar i castrar «gats errants». A l'Alguer —i la resta d'Itàlia— amb la condició de «gat lliure» n'hi ha prou per a la castració per l'«autoritat competent». A Andorra, hi ha campanyes per a promoure'n l'esterilització, i l'estat té el dret de subvencionar campanyes de castració de gats de carrer. Al País Valencià, la castració és obligatòria per a animals de companyia abandonats. Les Illes Balears imposen el control veterinari en qualsevol acte de castració d'animals.
La sobrepoblació de coloms —i de vegades també de cotorres— és un altre problema, entre d'altres, causat per l'absència de predadors i de sobrealimentació. Porten malalties i llurs excrements àcids destrueixen la pedra de monuments i altres edificis. La castració operativa no és practicable i una de les solucions és la castració química am nicarbazina.

## Ramaderia
En la ramaderia, la castració dels mascles s'ha fet a objectiu obtenir animals més manyacs, evitar que les femelles quedin prenyades, afavorir el creixement en el bestiar d'engreix o solucionar certs problemes patològics. Es sol castrar els porcs masculins, perquè després de la pubertat desenvolupen un carn que desprèn una pudor desagradable. El sector cerca alternatives.

## Humans
La castració masculina té una tradició mil·lenària. En diferents cultures es practicava per a raons religioses, per a conservar la veu soprano dels nois, els anomenats castrats, per fer els esclaus més dòcils,… Els mètodes eren força brutals, l'higiene inexistent, i la mortalitat era elevada.
La medicina moderna ha desenvolupat tècniques d'esterilització com a mètode d'anticoncepció, sense els efectes negatius en el sistema hormonal o la libido. La castració masculina només s'aplica per al tractament de certs càncers (càncer del prostata o dels mugrons), en cas de lesions greus, com ara per accidents de moticleta o esportius. Generalment només és treu un o ambdós testicles, l'anomenada orquiectomia, i no és toca el penis.
La castració feminina, ooforectomia (antigament anomenada ovariectomia, igualment només es pràctica en cas de malaltias greus com un tumor d'ovari. Tot i això, hi ha raports que proven que a la darrere meitat del segle passat i encara avui, s'aplica massa sovint
l'histerectomia, combinada o no amb ooforectomia, per a qualsevol malestar feminí, quan s'hi pot remediar de manera menys incisiva. A Taiwan, per exemple, es parlava de treure «un organ esdevingut inútil quan una dona havia tingut prou nens».Junts amb una histerectomia necessària, sovint practica ooforectomia «de manera preventiva», una pràctica que pot fer més mal que bé. «En dones que no tenen un alt risc de desenvolupar càncer d'ovari o de mama, s'ha d'abordar amb precaució l'extirpació dels ovaris en el moment de la histerectomia.», sobretot en dones premenopausals.
Les ablacions d'organs sexuals exteriors de les dones es parla de clitoridectomia quan de es tracta de l'ablació del clítoris. La clitoridectomia i les altres mutilacions genitals no tenen cap utilitat mèdica i no tenen efecte d'esterilització. És un ritual antidona i una mutilació nociva que és prohibit en molts països.